# Női vízilabdatorna a 2000. évi nyári olimpiai játékokon
A 2000. évi nyári olimpiai játékokon a női vízilabdatornát szeptember 16. és szeptember 23. között tartották. A helyszín a sydney-i Ryde Aquatic Centre volt. Az olimpiák történetében először rendeztek a nők számára vízilabdatornát. Hat nemzet csapata vett részt, a tornát az ausztrál csapat nyerte.

## Lebonyolítás
A hat csapat egy csoportban körmérkőzéseket játszott, ahonnan az első négy helyezett jutott az elődöntőbe. A csoportmérkőzések után az 5. és a 6. helyezett mérkőzött az 5. helyért. Az elődöntőben a csoportkör 1. helyezettje a 4. helyezettel, míg a 2. a 3. helyezettel mérkőzött. Az elődöntő győztesei játszották a döntőt, a vesztesek a bronzéremért játszhattak.

## Csoportkör
| Színmagyarázat                                                     |
| ------------------------------------------------------------------ |
| A csoport első négy helyezettje bejutott az elődöntőbe.            |
| A csoport ötödik és hatodik helyezettje az 5. helyért játszhatott. |

| Csapat                 | M | Gy | D | V | G+ | G– | Gk  | P |
| ---------------------- | - | -- | - | - | -- | -- | --- | - |
| Ausztrália (AUS)       | 5 | 4  | 0 | 1 | 35 | 20 | +15 | 8 |
| Egyesült Államok (USA) | 5 | 3  | 1 | 1 | 36 | 30 | +6  | 7 |
| Hollandia (NED)        | 5 | 3  | 0 | 2 | 27 | 26 | +1  | 6 |
| Oroszország (RUS)      | 5 | 2  | 1 | 2 | 36 | 29 | +7  | 5 |
| Kanada (CAN)           | 5 | 1  | 2 | 2 | 33 | 34 | –1  | 4 |
| Kazahsztán (KAZ)       | 5 | 0  | 0 | 5 | 23 | 51 | –28 | 0 |

| 2000. szeptember 16. 13:00 | Kazahsztán (KAZ)     | 2–9 | Ausztrália (AUS) | Játékvezetők: Rolf Helmut Ludecke (GER), Ian Alfred James Melliar (RSA) |
| 2000. szeptember 16. 13:00 | (1–2, 1–2, 0–1, 0–4) |     |                  | Játékvezetők: Rolf Helmut Ludecke (GER), Ian Alfred James Melliar (RSA) |
| 2000. szeptember 16. 13:00 | Lescsuk, Galkina 1   |     | Gusterson 3      | Játékvezetők: Rolf Helmut Ludecke (GER), Ian Alfred James Melliar (RSA) |

| 2000. szeptember 16. 18:00 | Kanada (CAN)         | 7–7 | Oroszország (RUS) | Játékvezetők: Erhan Tulga (TUR), Patrick Clemencon (FRA) |
| 2000. szeptember 16. 18:00 | (2–3, 0–1, 2–2, 3–1) |     |                   | Játékvezetők: Erhan Tulga (TUR), Patrick Clemencon (FRA) |
| 2000. szeptember 16. 18:00 | Dow 3                |     | Petrova, Konuh 2  | Játékvezetők: Erhan Tulga (TUR), Patrick Clemencon (FRA) |

| 2000. szeptember 16. 19:15 | Hollandia (NED)      | 4–6 | Egyesült Államok (USA) | Játékvezetők: Angel Moliner Molins (ESP), Császár György (HUN) |
| 2000. szeptember 16. 19:15 | (0–2, 1–1, 2–1, 1–2) |     |                        | Játékvezetők: Angel Moliner Molins (ESP), Császár György (HUN) |
| 2000. szeptember 16. 19:15 | de Bruijn 2          |     | Lorenz 2               | Játékvezetők: Angel Moliner Molins (ESP), Császár György (HUN) |

| 2000. szeptember 17. 13:00 | Ausztrália (AUS)     | 6–3 | Oroszország (RUS) | Játékvezetők: Paraskevas Chasekioglou (GRE), Gad-Shimon Schwartz (ISR) |
| 2000. szeptember 17. 13:00 | (2–1, 1–1, 2–1, 1–0) |     |                   | Játékvezetők: Paraskevas Chasekioglou (GRE), Gad-Shimon Schwartz (ISR) |
| 2000. szeptember 17. 13:00 | Woods, Gusterson 2   |     | három játékos 1   | Játékvezetők: Paraskevas Chasekioglou (GRE), Gad-Shimon Schwartz (ISR) |

| 2000. szeptember 17. 18:00 | Egyesült Államok (USA) | 8–8 | Kanada (CAN)  | Játékvezetők: Boris Margeta (SLO), Vlastimil Kratochvil (SVK) |
| 2000. szeptember 17. 18:00 | (3–3, 2–3, 0–2, 3–0)   |     |               | Játékvezetők: Boris Margeta (SLO), Vlastimil Kratochvil (SVK) |
| 2000. szeptember 17. 18:00 | Beauregard 3           |     | Horn-Miller 3 | Játékvezetők: Boris Margeta (SLO), Vlastimil Kratochvil (SVK) |

| 2000. szeptember 17. 19:15 | Kazahsztán (KAZ)     | 6–8 | Hollandia (NED)           | Játékvezetők: Dragan Rajevic (YUG), Juan Carlos Menendez Betancourt (CUB) |
| 2000. szeptember 17. 19:15 | (2–2, 2–2, 1–2, 1–2) |     |                           | Játékvezetők: Dragan Rajevic (YUG), Juan Carlos Menendez Betancourt (CUB) |
| 2000. szeptember 17. 19:15 | Lescsuk 3            |     | op den Velde, de Bruijn 3 | Játékvezetők: Dragan Rajevic (YUG), Juan Carlos Menendez Betancourt (CUB) |

| 2000. szeptember 18. 13:00 | Hollandia (NED)      | 5–4 | Ausztrália (AUS) | Játékvezetők: Zeljko Klaric (CRO), Erhan Tulga (TUR) |
| 2000. szeptember 18. 13:00 | (2–1, 1–1, 0–2, 2–0) |     |                  | Játékvezetők: Zeljko Klaric (CRO), Erhan Tulga (TUR) |
| 2000. szeptember 18. 13:00 | de Bruijn 2          |     | Higgins 3        | Játékvezetők: Zeljko Klaric (CRO), Erhan Tulga (TUR) |

| 2000. szeptember 18. 18:00 | Oroszország (RUS)    | 5–7 | Egyesült Államok (USA) | Játékvezetők: Renato Dani (ITA), Patrick Clemencon (FRA) |
| 2000. szeptember 18. 18:00 | (1–1, 2–2, 1–3, 1–1) |     |                        | Játékvezetők: Renato Dani (ITA), Patrick Clemencon (FRA) |
| 2000. szeptember 18. 18:00 | öt játékos 1         |     | Simmons 3              | Játékvezetők: Renato Dani (ITA), Patrick Clemencon (FRA) |

| 2000. szeptember 18. 19:15 | Kanada (CAN)         | 10–3 | Kazahsztán (KAZ) | Játékvezetők: Rolf Helmut Ludecke (GER), Vahid Moradi Shahpar (IRI) |
| 2000. szeptember 18. 19:15 | (3–1, 3–0, 1–2, 3–0) |      |                  | Játékvezetők: Rolf Helmut Ludecke (GER), Vahid Moradi Shahpar (IRI) |
| 2000. szeptember 18. 19:15 | négy játékos 2       |      | három játékos 1  | Játékvezetők: Rolf Helmut Ludecke (GER), Vahid Moradi Shahpar (IRI) |

| 2000. szeptember 19. 13:00 | Egyesült Államok (USA) | 6–7 | Ausztrália (AUS) | Játékvezetők: Paraskevas Chasekioglou (GRE), Boris Margeta (SLO) |
| 2000. szeptember 19. 13:00 | (2–2, 1–0, 2–4, 1–1)   |     |                  | Játékvezetők: Paraskevas Chasekioglou (GRE), Boris Margeta (SLO) |
| 2000. szeptember 19. 13:00 | Lorenz, Villa 2        |     | Gusterson 2      | Játékvezetők: Paraskevas Chasekioglou (GRE), Boris Margeta (SLO) |

| 2000. szeptember 19. 18:00 | Kazahsztán (KAZ)     | 6–15 | Oroszország (RUS)  | Játékvezetők: Gad-Shimon Schwartz (ISR), Vlastimil Kratochvil (SVK) |
| 2000. szeptember 19. 18:00 | (1–5, 1–5, 3–3, 1–2) |      |                    | Játékvezetők: Gad-Shimon Schwartz (ISR), Vlastimil Kratochvil (SVK) |
| 2000. szeptember 19. 18:00 | Alejeva 2            |      | Kuzina, Kutuzova 3 | Játékvezetők: Gad-Shimon Schwartz (ISR), Vlastimil Kratochvil (SVK) |

| 2000. szeptember 19. 19:15 | Hollandia (NED)      | 7–4 | Kanada (CAN) | Játékvezetők: Angel Moliner Molins (ESP), Renato Dani (ITA) |
| 2000. szeptember 19. 19:15 | (3–0, 0–2, 2–2, 2–0) |     |              | Játékvezetők: Angel Moliner Molins (ESP), Renato Dani (ITA) |
| 2000. szeptember 19. 19:15 | Kuipers, de Bruijn 2 |     | Bégin 2      | Játékvezetők: Angel Moliner Molins (ESP), Renato Dani (ITA) |

| 2000. szeptember 20. 13:00 | Kanada (CAN)         | 4–9 | Ausztrália (AUS) | Játékvezetők: Rolf Helmut Ludecke (GER), Patrick Clemencon (FRA) |
| 2000. szeptember 20. 13:00 | (0–1, 2–4, 1–2, 1–2) |     |                  | Játékvezetők: Rolf Helmut Ludecke (GER), Patrick Clemencon (FRA) |
| 2000. szeptember 20. 13:00 | négy játékos 1       |     | Hankin 3         | Játékvezetők: Rolf Helmut Ludecke (GER), Patrick Clemencon (FRA) |

| 2000. szeptember 20. 18:00 | Oroszország (RUS)    | 6–3 | Hollandia (NED) | Játékvezetők: Erhan Tulga (TUR), Császár György (HUN) |
| 2000. szeptember 20. 18:00 | (1–2, 1–1, 3–0, 1–0) |     |                 | Játékvezetők: Erhan Tulga (TUR), Császár György (HUN) |
| 2000. szeptember 20. 18:00 | Konuh 3              |     | Kuipers 2       | Játékvezetők: Erhan Tulga (TUR), Császár György (HUN) |

| 2000. szeptember 20. 19:15 | Kazahsztán (KAZ)        | 6–9 | Egyesült Államok (USA) | Játékvezetők: Zeljko Klaric (CRO), Vahid Moradi Shahpar (IRI) |
| 2000. szeptember 20. 19:15 | (1–2, 1–3, 2–3, 2–1)    |     |                        | Játékvezetők: Zeljko Klaric (CRO), Vahid Moradi Shahpar (IRI) |
| 2000. szeptember 20. 19:15 | Koroljova, Gerzanyics 2 |     | Villa 4                | Játékvezetők: Zeljko Klaric (CRO), Vahid Moradi Shahpar (IRI) |

## Rájátszás
|  |                   |                        |                        |                        |   |                  |                  |       |
|  | Elődöntők         | Elődöntők              | Elődöntők              |                        |   | Döntő            | Döntő            | Döntő |
|  | Elődöntők         | Elődöntők              | Elődöntők              |                        |   | Döntő            | Döntő            | Döntő |
|  | szeptember 22.    |                        |                        |                        |   |                  |                  |       |
|  |                   |                        |                        |                        |   |                  |                  |       |
|  | 1                 | Ausztrália (AUS)       | 7                      |                        |   |                  |                  |       |
|  | 1                 | Ausztrália (AUS)       | 7                      | szeptember 23.         |   |                  |                  |       |
|  | 4                 | Oroszország (RUS)      | 6                      |                        |   |                  |                  |       |
|  | 4                 | Oroszország (RUS)      | 6                      |                        |   | Ausztrália (AUS) | Ausztrália (AUS) | 4     |
|  | szeptember 22.    |                        |                        |                        |   | Ausztrália (AUS) | Ausztrália (AUS) | 4     |
|  |                   |                        | Egyesült Államok (USA) | Egyesült Államok (USA) | 3 |                  |                  |       |
|  | 2                 | Egyesült Államok (USA) | Egyesült Államok (USA) | Egyesült Államok (USA) | 3 | 6                |                  |       |
|  | 2                 | Egyesült Államok (USA) |                        |                        |   |                  |                  |       |
|  | 3                 | Hollandia (NED)        | 5                      |                        |   |                  |                  |       |
|  | 3                 | Hollandia (NED)        | 5                      | Bronzmérkőzés          |   |                  |                  |       |
|  |                   |                        |                        |                        |   |                  |                  |       |
|  | szeptember 23.    |                        |                        |                        |   |                  |                  |       |
|  |                   |                        |                        |                        |   |                  |                  |       |
|  | Oroszország (RUS) | Oroszország (RUS)      | 4                      |                        |   |                  |                  |       |
|  | Oroszország (RUS) | Oroszország (RUS)      | 4                      |                        |   |                  |                  |       |
|  | Hollandia (NED)   | Hollandia (NED)        | 3                      |                        |   |                  |                  |       |
|  | Hollandia (NED)   | Hollandia (NED)        | 3                      |                        |   |                  |                  |       |

### Elődöntők
| 2000. szeptember 22. 13:00 | Ausztrália (AUS)     | 7–6 | Oroszország (RUS) | Játékvezetők: Rolf Helmut Ludecke (GER), Boris Margeta (SLO) |
| 2000. szeptember 22. 13:00 | (2–3, 1–1, 1–2, 3–0) |     |                   | Játékvezetők: Rolf Helmut Ludecke (GER), Boris Margeta (SLO) |
| 2000. szeptember 22. 13:00 | Mayer 3              |     | Tokun 2           | Játékvezetők: Rolf Helmut Ludecke (GER), Boris Margeta (SLO) |

| 2000. szeptember 22. 19:15 | Egyesült Államok (USA) | 6–5 | Hollandia (NED)           | Játékvezetők: Renato Dani (ITA), Patrick Clemencon (FRA) |
| 2000. szeptember 22. 19:15 | (3–2, 1–3, 1–0, 1–0)   |     |                           | Játékvezetők: Renato Dani (ITA), Patrick Clemencon (FRA) |
| 2000. szeptember 22. 19:15 | Simmons, O’Toole 2     |     | op den Velde, de Bruijn 2 | Játékvezetők: Renato Dani (ITA), Patrick Clemencon (FRA) |

### Az 5. helyért
| 2000. szeptember 22. 18:00 | Kanada (CAN)              | 9–8 (h. u.) | Kazahsztán (KAZ) | Játékvezetők: Andrew Jay Takata (USA), Philip Bower (AUS) |
| 2000. szeptember 22. 18:00 | (1–1, 3–3, 2–3, 2–1, 1–0) |             |                  | Játékvezetők: Andrew Jay Takata (USA), Philip Bower (AUS) |
| 2000. szeptember 22. 18:00 | négy játékos 2            |             | Piriszeva 3      | Játékvezetők: Andrew Jay Takata (USA), Philip Bower (AUS) |

### Bronzmérkőzés
| 2000. szeptember 23. 20:00 | Oroszország (RUS)    | 4–3 | Hollandia (NED) | Játékvezetők: Erhan Tulga (TUR), Paraskevas Chasekioglou (GRE) |
| 2000. szeptember 23. 20:00 | (0–2, 1–0, 1–1, 2–0) |     |                 | Játékvezetők: Erhan Tulga (TUR), Paraskevas Chasekioglou (GRE) |
| 2000. szeptember 23. 20:00 | Konuh 2              |     | Kuipers 2       | Játékvezetők: Erhan Tulga (TUR), Paraskevas Chasekioglou (GRE) |

### Döntő
| 2000. szeptember 23. 21:15 | Ausztrália (AUS)     | 4–3 | Egyesült Államok (USA) | Játékvezetők: Renato Dani (ITA), Vladimir Prikhodko (KAZ) |
| 2000. szeptember 23. 21:15 | (1–1, 0–1, 1–0, 2–1) |     |                        | Játékvezetők: Renato Dani (ITA), Vladimir Prikhodko (KAZ) |
| 2000. szeptember 23. 21:15 | négy játékos 1       |     | Villa 2                | Játékvezetők: Renato Dani (ITA), Vladimir Prikhodko (KAZ) |

| A 2000. évi nyári olimpiai játékok női vízilabdatornájának olimpiai bajnoka |
| · AUSZTRÁLIA · 1. cím                                                       |
| --------------------------------------------------------------------------- |

## Végeredmény
| Helyezés | Csapat                 | M | Gy | D | V | G+ | G– | Gk  | P  |
| -------- | ---------------------- | - | -- | - | - | -- | -- | --- | -- |
| Arany    | Ausztrália (AUS)       | 7 | 6  | 0 | 1 | 46 | 29 | +17 | 12 |
| Ezüst    | Egyesült Államok (USA) | 7 | 4  | 1 | 2 | 45 | 39 | +6  | 9  |
| Bronz    | Oroszország (RUS)      | 7 | 3  | 1 | 3 | 46 | 39 | +7  | 7  |
| 4.       | Hollandia (NED)        | 7 | 3  | 0 | 4 | 35 | 36 | –1  | 6  |
|          |                        |   |    |   |   |    |    |     |    |
| 5.       | Kanada (CAN)           | 6 | 2  | 2 | 2 | 42 | 42 | +0  | 6  |
| 6.       | Kazahsztán (KAZ)       | 6 | 0  | 0 | 6 | 31 | 60 | –29 | 0  |